# Ministério Público Militar

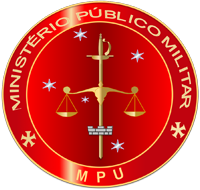
Brasão de armas do Ministério Público Militar

O Ministério Público Militar (MPM) pertence ao Ministério Público da União e é o ramo responsável pela ação penal militar no âmbito da Justiça Militar da União. Foi criado em 1920 com o surgimento do Código de Organização Judiciária e Processo Militar. No ano de 1951 integrou-se ao Ministério Público da União obtendo um estatuto próprio.
No decorrer dos anos, o MPM vem prestando relevantes serviços à nação na preservação da hierarquia e da disciplina nas Forças Armadas, que são as responsáveis pela preservação da soberania nacional.
Atualmente o Procurador-Geral da Justiça Militar é o Dr. Jaime de Cássio Miranda.

## Atribuições
O Ministério Público Militar é regido pela Lei Complementar n°75/93 que define suas atribuições junto aos Órgãos da Justiça Militar, são elas:
- Promover, privativamente, a ação penal pública;
- Promover a declaração de indignidade ou de incompatibilidade para o oficialato;
- Manifestar-se em qualquer fase do processo, acolhendo solicitação do juiz ou por si a  iniciativa, quando entender existente interesse público que justifique a intervenção.

Incumbe-lhe, também:
- Requisitar diligências investigatórias e a instauração de inquérito policial-militar,    podendo acompanhá-los e apresentar provas;
- Exercer o controle externo da atividade da polícia judiciária militar.

## Carreira
A carreira do Ministério Público Militar da União divide-se em:
- Promotor de Justiça Militar
- Procurador de Justiça Militar
- Subprocurador-Geral de Justiça Militar

## Órgãos
São órgãos do Ministério Público Militar:
- o Procurador-Geral da Justiça Militar;
- o Colégio de Procuradores da Justiça Militar;
- o Conselho Superior do Ministério Público Militar;
- a Câmara de Coordenação e Revisão do Ministério Público Militar;
- a Corregedoria do Ministério Público Militar;
- os Subprocuradores-Gerais da Justiça Militar;
- os Procuradores da Justiça Militar;
- os Promotores da Justiça Militar.